# Uperodon variegatus
Espèce
Synonymes
- Hylaedactylus carnaticus Jerdon, 1854 "1853"
- Callula variegata Stoliczka, 1872
- Ramanella variegata (Stoliczka, 1872)
- Callula olivacea Günther, 1876 "1875"
- Ramanella symbioitica Rao & Ramanna, 1925

Statut de conservation UICN

 LC  : Préoccupation mineure
Uperodon variegatus est une espèce d'amphibiens de la famille des Microhylidae.

## Répartition
Cette espèce se rencontre, :
- en Inde du niveau de la mer jusqu'à 1 000 m d'altitude au Madhya Pradesh, au Bengale-Occidental, en Orissa, au Tamil Nadu, au Karnataka et au Kerala ;
- au Sri Lanka jusqu'à seulement 175 m d'altitude.

## Description

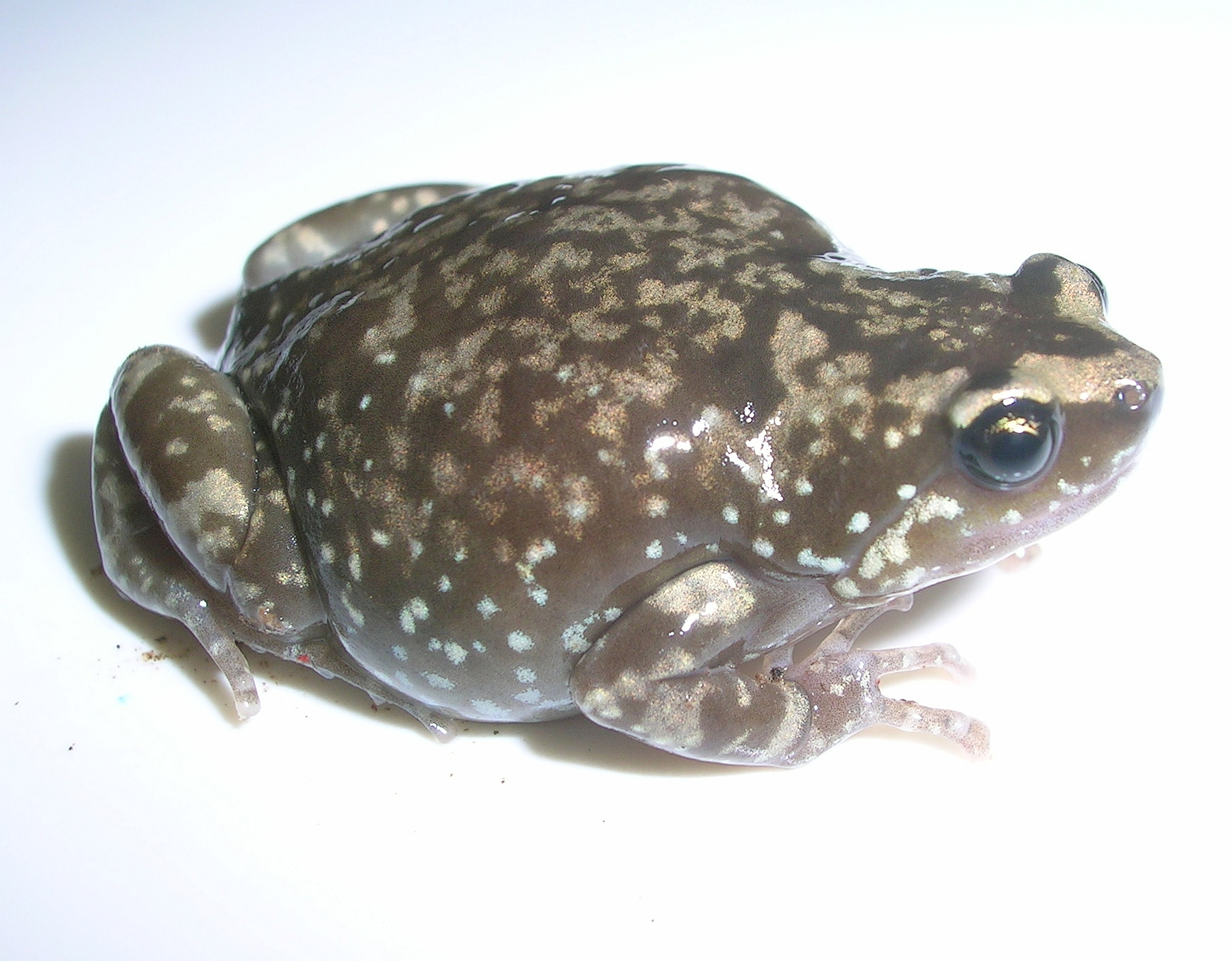
Uperodon variegatus à Bangalore

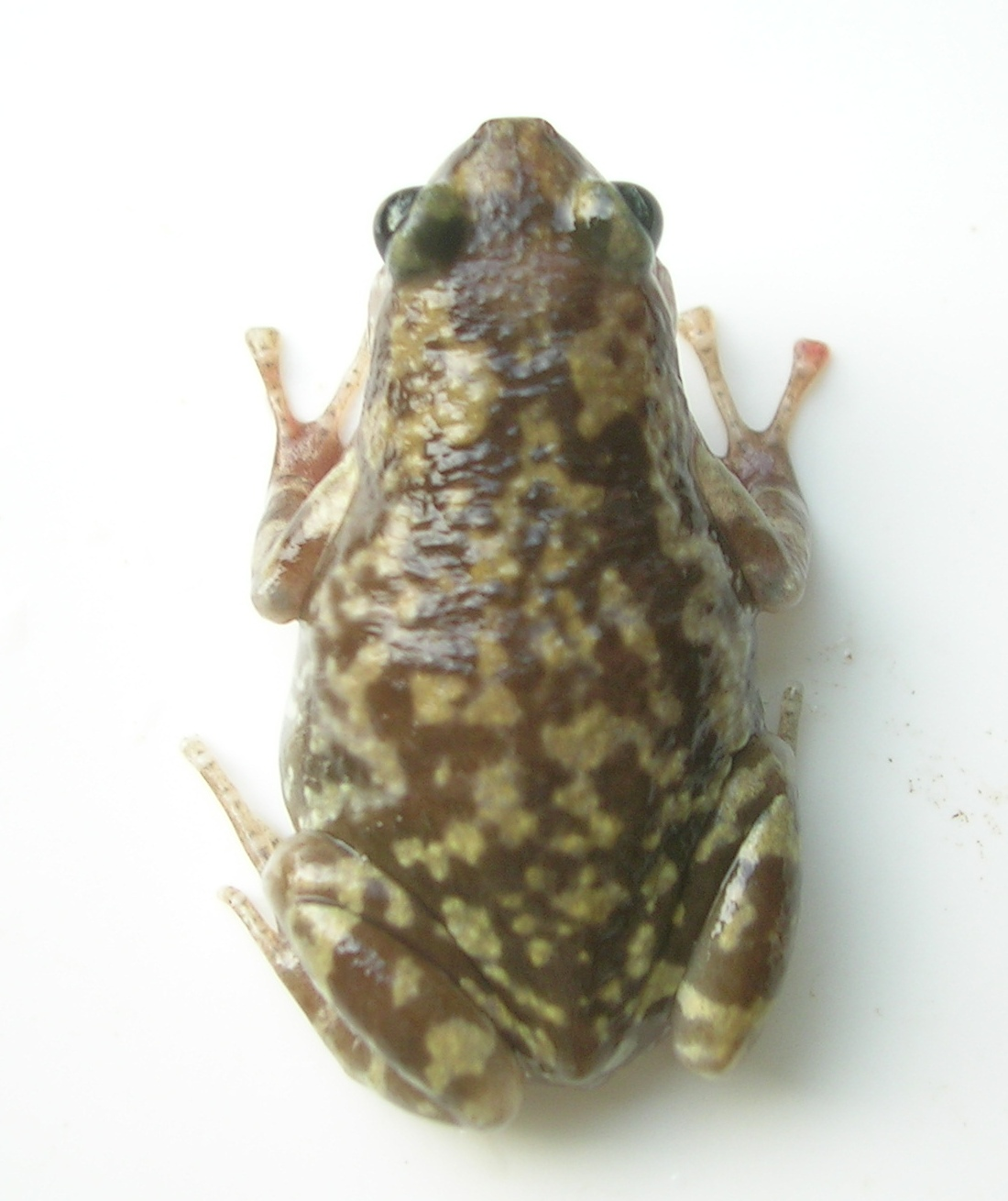
Uperodon variegatus à Bangalore

Uperodon variegatus mesure environ 35 mm, les femelles étant légèrement plus grandes que les mâles. Son dos est brun foncé avec de petites taches irrégulières blanchâtres ou brun clair sur les pattes. Son ventre est blanchâtre.

## Taxinomie
Callula olivacea a été placée en synonymie avec Uperodon variegatus par Boulenger en 1890 et Ramanella symbioitica par Parker en 1934. Hylaedactylus carnaticus est un nomen dubium dont l'holotype est perdu.

## Publication originale
- Stoliczka, 1872 : Notes on a few Burmese species of Sauria, Ophidia, and Batrachia. Proceedings of the Asiatic Society of Bengal, vol. 1872, p. 143-147 (texte intégral).